# Miernikowcowate

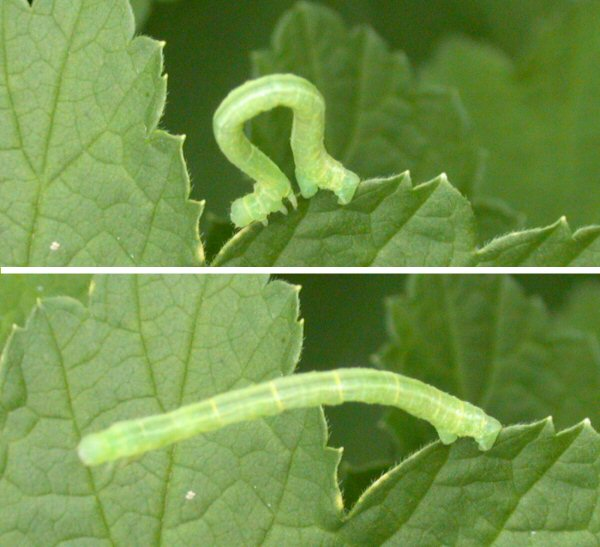
Fazy przemieszczania się gąsienicy motyla z rodziny miernikowcowatych

Miernikowcowate (Geometridae) – duża, obejmująca 14 tys. gatunków, rodzina motyli, która nazwę swą wzięła od sposobu przemieszczania się ich gąsienic, które chodząc, przysuwają tył ciała do głowy i zginają się łukowato ku górze, po czym wyprostowują się, „odmierzając” następną długość ciała.
Do miernikowcowatych należy m.in.:
- plamiec agreściak (Abraxas grossulariata);
- walgina rdestniak (Timandra comae);
- krępak nabrzozak (Biston betularia);
- plamiec czeremszak (Abraxas sylvata);
- szypleć leszczyniak (Angerona prunaria);
- przylepek nadębek (Boarmia roboraria);
- skrzytek dereniak (Selenia tetralunaria);
- piędzik przedzimek (Operophtera brumata);
- miernik zieleniak (Geometra papilionaria).